# Val Kilmer
Val Edward Kilmer (Los Angeles, Kalifornija, 31. prosinca 1959. – Los Angeles, Kalifornija, 1. travnja 2025.) bio je američki glumac.

## Filmovi
- Top Gun : Maverick (2022.)
- Top Gun (1986.)
- The Doors (1991.)
- Mindhunters (2005.)
- Top Secret! (1984.)

## Vanjske poveznice:
- Životopis Val Kilmera